# Magnus Millang

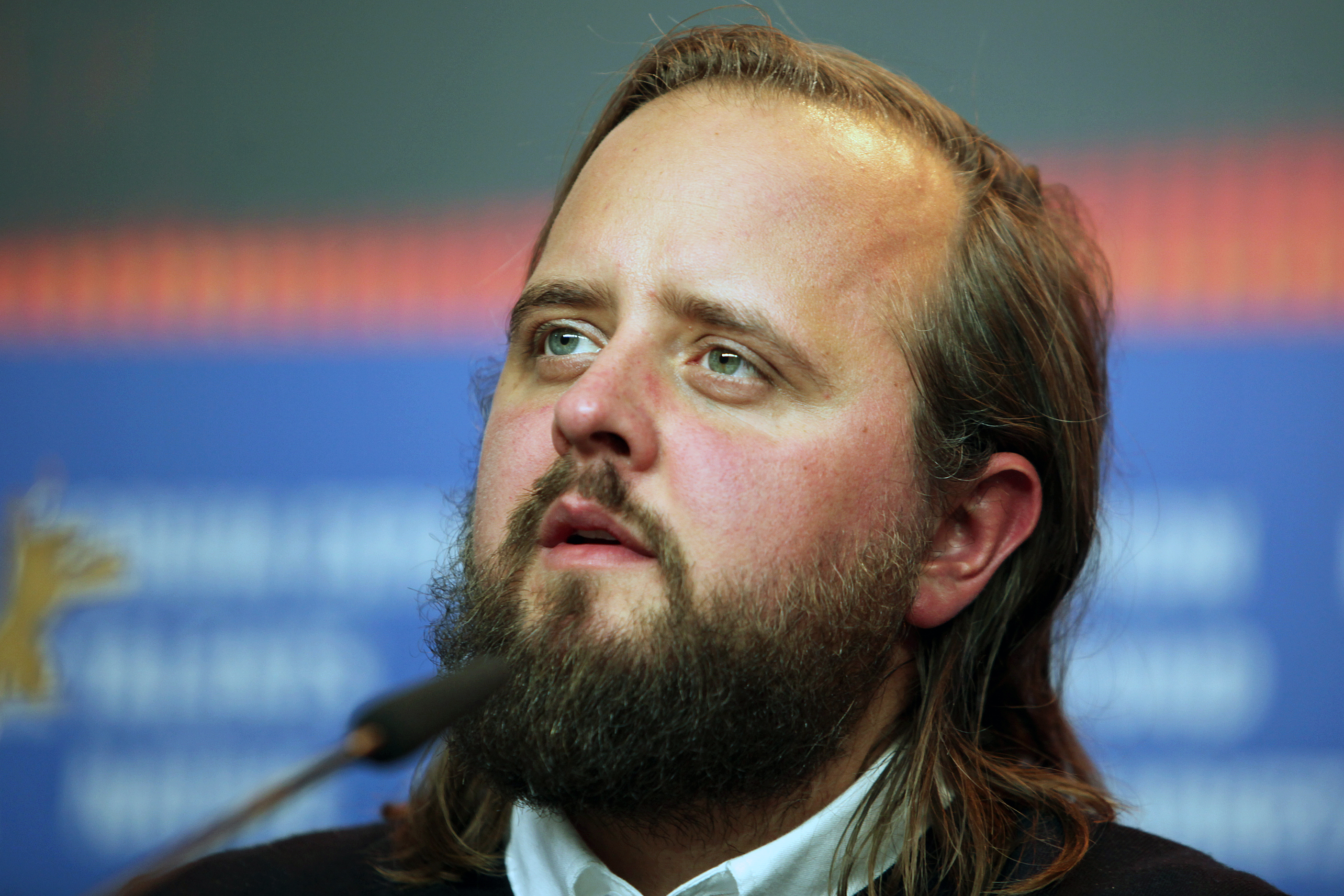
Magnus Millang, 2016

Magnus Millang (* 20. Juli 1981 in Kopenhagen) ist ein dänischer Drehbuchautor, Schauspieler, Komiker und Filmregisseur. Er trat in dänischen Fernsehshows wie Brian Mørk Show, Mørk og Jul, Silat Ninjaen, den2.side und Zulu Gumball auf. In Dark & Christmas ist Millang vor allem für seine Aktivistenfigur Basher Henrik bekannt, eine Figur, die 2008 ein großartiges Leben auf YouTube hatte.
Millang ist Teil des Comedy-Duos Danish Dynamite. Hier ist er vor allem in der Rolle des selbstgefälligen Immobilienmaklers Jeppe Kaufmann („Jeppe K“) bekannt.

## Karriere
2014 bekam Millang seine erste große Spielfilmrolle in Thomas Vinterbergs Film The Commune. Im Jahr 2016 arbeitete Millang mit seinem jüngeren Bruder Emil Millang an WTF We Do With Climate, einer humorvollen Webserie zum Thema Klimakrise.
Millang gab 2019 sein Regiedebüt mit der Komödie Heavy Load, die er gemeinsam mit seinem Bruder Emil schrieb. Inspiriert von der eigenen Erziehung der Brüder reisen die beiden Hauptdarsteller (auf der Leinwand gespielt von den Millang-Brüdern) nach Spanien, um ihren Vater zu suchen, der nach einem schwierigen Leben mit Alkohol starb. Eigentlich sollten sie einen klassischen Heimtransport übernehmen, doch aufgrund finanzieller Probleme bringen sie den Vater schließlich selbst nach Hause.
Millang hat ein Konzept namens FREITAG entwickelt, das in sozialen Netzwerken erfolgreich ist. In diesem Konzept fährt er Fahrrad und spielt Technomusik, um den Wochentag Freitag zu feiern.
2019 übernahm Millang eine Hauptrolle in Vinterbergs Film Der Rausch.

## Filmografie (Auswahl)
- 2016: Die Kommune
- 2017: Dan-Traum
- 2018: Kursk
- 2019: Schwere Last
- 2020: Der Rausch
- 2024: Families Like Ours – Nur mit Euch (Fernsehserie, 7 Folgen)
- 2025: Eine Kopenhagener Liebesgeschichte (Sult)